# Khaled Al-Shammari
Khaled Al-Shammari (Al Kuwait, 2 gennaio 1977) è un ex calciatore kuwaitiano, di ruolo difensore.

## Carriera

### Club
Ha sempre giocato nel campionato kuwaitiano.

### Nazionale
È stato convocato per la Coppa d'Asia nel 2004.